# Острый миелобластный лейкоз с созреванием
Острый миелобластный лейкоз с созреванием, классифицируемый по FAB как подтип M2, является подтипом острого миелоидного лейкоза.

## Причины
Этот подтип острого миелоидного лейкоза часто характеризуется транслокацией части хромосомы 8 на 21-ю хромосому, так называемой [t(8;21)(q22;q22);]. В обеих участках ДНК кодирует два различных белка, RUNX1 и ETO. При транслокации оба гена транскрибируются и затем транслируются в одну большую аберрантную белковую последовательность, так называемый RUNX1-ETO фузионный белок, или «белок AML M2», который нарушает регуляцию клеточного цикла и созревание миелоидных клеток, что позволяет клеткам безостановочно делиться и приводит к развитию лейкоза.